# Franz Leuninger

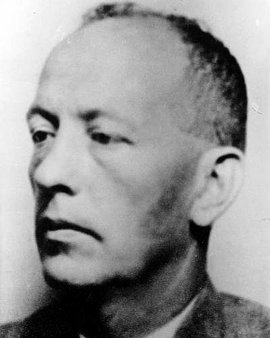
Franz Leuninger (1945)

Franz Leuninger (* 28. Dezember 1898 in Mengerskirchen; † 1. März 1945 in Berlin-Plötzensee) war ein deutscher christlicher Gewerkschafter und Widerstandskämpfer gegen das nationalsozialistische Regime.

## Leben
Franz Leuninger war während der Weimarer Republik als Lokal- und Bezirkssekretär des Christlichen Bauarbeiterverbandes in Aachen, Euskirchen und später in Breslau tätig. Der gelernte Maurer engagierte sich als Mitglied der Deutschen Zentrumspartei im Stadtparlament von Breslau und kandidierte im März 1933 für den Reichstag.
Nach der Machtübernahme der Nationalsozialisten und der Zerschlagung von freien Gewerkschaften übernahm er die Bauleitung und Geschäftsführung einer gemeinnützigen Siedlungsgemeinschaft („Deutsches Heim“). In dieser Funktion kam der entschiedene Gegner des Nationalsozialismus später in Kontakt mit den Widerstandsgruppen um Carl Goerdeler, Ludwig Beck und dem christlichen Gewerkschafter Jakob Kaiser. Franz Leuninger war für die Zeit nach einem gelungenen Umsturz und einem demokratischen Neuanfang im Schattenkabinett Beck/Goerdeler als Oberpräsident der Provinz Schlesien vorgesehen. 
Nach dem gescheiterten Attentat auf Adolf Hitler vom 20. Juli 1944 wurde Franz Leuninger am 26. September festgenommen und blieb mehrere Monate in Haft, bevor er am 26. Februar 1945 vom Berliner Volksgerichtshof zum Tode verurteilt und am 1. März 1945 im Strafgefängnis Berlin-Plötzensee erhängt wurde.
Seine Neffen sind die katholischen Geistlichen Herbert und Ernst Leuninger.

## Würdigung und Erinnerung
- Die katholische Kirche hat Franz Leuninger als Glaubenszeugen in das deutsche Martyrologium des 20. Jahrhunderts aufgenommen.
- Die Grundschule Franz-Leuninger-Schule in seinem Geburtsort Mengerskirchen im Landkreis Limburg-Weilburg trägt seinen Namen.
- In Koblenz ist eine Straße nach ihm benannt.
- In der Nähe der Hinrichtungsstätte Plötzensee wurde 1962 der Leuningerpfad nach ihm  benannt.[1]
- In Hannover ehrt die 1984 im Stadtteil Wettbergen angelegte Leuningerstraße den Namensgeber.[2]
- In Dietkirchen (Limburg an der Lahn) ist eine Straße nach ihm benannt.
- Im Neusser Stadtteil Weckhoven wurde eine Straße nach ihm benannt.